# قلعه اربابی روستای سیدآباد
قلعه اربابی روستای سیدآباد مربوط به اواخر دوره قاجار است و در شهرستان ازنا، روستای سیدآباد واقع شده و این اثر در تاریخ ۱۹ اسفند ۱۳۸۰ با شمارهٔ ثبت ۴۸۷۴ به‌عنوان یکی از آثار ملی ایران به ثبت رسیده است.